# جيمس سبيدر
جيمس تود سبيدر (بالإنجليزية: James Spader)‏ (ولد في 7 فبراير 1960) هو ممثل أمريكي أشتهر بعدة أدوار له في أفلام مثل كراش، ستارغيت وبوسطن ليغال والمسلسل الشهير القائمه السوداء.

## روابط خارجية
- جيمس سبيدر على موقع IMDb (الإنجليزية)
- جيمس سبيدر على موقع روتن توميتوز (الإنجليزية)
- جيمس سبيدر على موقع مونزينجر (الألمانية)
- جيمس سبيدر على موقع قاعدة بيانات الأفلام العربية
- جيمس سبيدر على موقع ألو سيني (الفرنسية)
- جيمس سبيدر على موقع تيرنر كلاسيك موفيز (الإنجليزية)
- جيمس سبيدر على موقع أول موفي (الإنجليزية)
- جيمس سبيدر على موقع قاعدة بيانات برودواي على الإنترنت (الإنجليزية)
- جيمس سبيدر على موقع قاعدة بيانات الأفلام السويدية (السويدية)
- جيمس سبيدر على موقع إن إن دي بي (الإنجليزية)